# 名越美香
名越 美香（なごや みか、1966年4月13日 - ）は、日本の元アイドル。本名はリン 美香（リン みか）。
埼玉県春日部市出身。1980年代に人気を博したアイドルグループおニャン子クラブ（以下、「おニャン子」と記す）の一員だった。会員番号は9番。またおニャン子クラブ内のユニットであるニャンギラスのメンバーでもあった。

## 人物
- 一見、気の強い女性と見られがちだが、情に厚く、特に新人おニャン子に対しての「教育係」を自然と受け持っていた。と、オフィシャル本に後日談として語られている。そのため、名越を尊敬する後輩おニャン子が多いのも事実である。
- このような面倒見の良さは、両親が共働きで、小学校1年生の頃から兄弟のための食事の用意や後片付けをしていたためである。
- 初期はボーイッシュなショートヘアであったが、卒業する頃は肩まで髪が伸びていた。
- 耳たぶがほとんどなくイヤリングが落ちやすいため、ピアスをつけていた。
- 視力が悪く、番組外では眼鏡をかけていた。
- フジテレビ内の「そば八」によく通っていた。
- 雑誌の文通コーナーで自らを「泣き虫チャン」と紹介したことや、「会員番号の唄」の歌詞でも分かるように、自他ともに認める泣き虫である。後述の豊島園のプールの一件の他にも、ダンプ松本が『夕やけニャンニャン』のスタジオに乱入したとき、片岡鶴太郎が夕ニャンを降板した日、初コンサートとなる日比谷野外音楽堂コンサートのオープニングとエンディング、城之内早苗の歌を聞いたときにも泣いている。
- 2013年にNHKの連続テレビ小説で放送された『あまちゃん』は時代設定の一部がおニャン子クラブの誕生した1985年となっており、そのためこのドラマには自身の会員番号が登場した。

## おニャン子クラブ
- 『オールナイトフジ 女子高生スペシャル』に出演したことをきっかけに『夕ニャン』スタッフより出演のオファーを受け、お小遣い稼ぎのアルバイト感覚でこれを承諾したことでおニャン子クラブの一員となった。最初は「1か月やる」程度の軽い気持ちだったらしい（『ログアウト』1988年4月号より）。
- 1985年7月8日の『夕ニャン』のロケ（於：豊島園）でプールゲームをした際、足がプールの底に届かず溺れそうになり、必死でプールサイドまで辿り着いた後、涙ぐみながら「生きてて良かった…」と当時司会の片岡鶴太郎らに発言。彼女に対してしばらくギャグのネタとして使われていた。先立つ7月5日の放送で「息継ぎができないので、息が続くまでしか泳げません」と自己紹介しており、泳ぎはもともと苦手なようである。
- 上記エピソードは、1986年3月1日発売の、おニャン子メンバー吉沢秋絵シングル『季節はずれの恋』B面にある『会員番号の唄』でも、「ステージ スタジオ プールで 泣いてばっかりいたせいで…」と、歌詞にされていた。
- 「会員番号の唄」で独自の振付けをつけたり、「バナナの涙」の間奏で白石麻子と示しあわせてカメラの前に飛び出すなど、奔放な一面をみせていた。
- おニャン子のシングル楽曲でフロントを担当したことはないが、ファーストアルバム『KICK OFF』のなかで中島美春とともに「いじわるね Darlin'」のフロントボーカルを担当。「夕ニャン」やファーストコンサートで披露された。
- ソロやユニットのバックとして「恋のチャプター AtoZ」「バナナの涙」「なぜ？の嵐」でバックコーラスないし前列グループを務めた。また、「じゃあね」でも同様に前列メンバーであった。
- 歌唱時のポジションでは、センター付近に位置することが多かった。「セーラー服を脱がさないで」「およしになってねTEACHER」「じゃあね」などのシングル曲の他、「うしろゆびさされ組」「バナナの涙」「バレンタイン・キッス」などのソロ・ユニット曲でも中央の目立つポジションに位置した。
- 『スケバン刑事II 少女鉄仮面伝説』のおニャン子ゲスト作品である第21話「おニャン子クラブが危機一髪」では、物語の鍵を握るキーパーソンを演じた。
- ニャンギラスの中では歌唱力が安定しており、ニャンギラスのアルバム『最初で最後』ではソロバラード「恋の夕凪」でラストを飾っている。
- 「夕ニャン」では、「こニャン子クラブ」募集のインフォメーションの際に「お電話でのお断りはお断りしています」とわけのわからない説明をしてしまい、その後「えばってんじゃねえよ」や「ニャンニャンフォーカス」などでネタにされた。
- また、コーナー「薬丸の業界まるごとHOWマッジィー」でアシスタントを務めた。

## 卒業
- 1986年7月19日、横浜スタジアムのコンサートで卒業を発表した。このとき名越は、スタッフやファンへのお礼を述べるとともに、「卒業は全部自分で決心したもの」「これからは英語の勉強をしながら、マイペースに女優の勉強をしていく」と話した。
- 名越はソロデビューすることはなかったが、第2回卒業式で吉田照美がニャンギラスの『自分でゆーのもなんですけれど』を「名越ちゃんのデビュー曲」と紹介している。
- 1986年9月26日、「夕ニャン」内で行われた第2回卒業式、また同日の日本武道館における「卒業コンサート」をもっておニャン子クラブから卒業（脱退）した。このコンサートで白石麻子は、「おニャン子クラブに入って何も分からないころ、美香ちゃんにいろんなことを教えてもらったし、私が頭が痛かったり具合が悪いとき、いつもわがままで甘えん坊な私のことを一生懸命面倒をみてくれました」と感謝の言葉を送った。
- 卒業後も解散コンサートに出演した他、再結成企画にも積極的に参加している。
- 卒業後は主に舞台女優業を行った他、元おニャン子メンバーの富川春美・横田睦美と共に、TBS系列『痛快なりゆき番組 風雲!たけし城』にて、腰元役で出演[1]。
- 芸能界引退後は、香港人パイロットと結婚し、香港へ移住[1]。一児の母でありながら、香港でスタイリストとしても活躍する。また、中川翔子の母とは友人でたまに会っているらしく彼女のブログにごくたまに名前が出ることがある。
- 2020年現在、香港で「SHEEP’S」というアカペラユニットを組んで活動しており、YouTubeチャンネルを開設している[1]。